# Schmehl Peak
Schmehl Peak är en bergstopp i Antarktis. Den ligger i Östantarktis. Australien gör anspråk på området. Toppen på Schmehl Peak är 820 meter över havet, eller 18 meter över den omgivande terrängen. Bredden vid basen är 2,4 km.
Terrängen runt Schmehl Peak är huvudsakligen kuperad, men åt sydost är den platt. Trakten är obefolkad. Det finns inga samhällen i närheten. 